# Pisinna tropica
Pisinna tropica is een slakkensoort uit de familie van de Anabathridae. De wetenschappelijke naam van de soort is voor het eerst geldig gepubliceerd in 1956 door Laseron.